# Estação Fuencarral
Fuencarral é uma estação da Linha 10 do Metro de Madrid.